# Девід Денскін
Девід Денскін (англ. David Danskin, 9 січня 1863, Бернтайленд — 4 серпня 1948, Ворік) — шотландський інженер та футболіст. Він був засновником клубу «Дайл Сквер», пізніше перейменованого на «Роял Арсенал», команди яка зараз має назву «Арсенал» (Лондон).

## Біографія
Народився у місті Бернтайлен, проте виріс у Керколді. Грав за аматорську команду «Керколді Вондерз», де разом з ним грали Джек Макбін та Пітер Коноллі, які згодом приєдналися до Денскіна у «Роял Арсенал».

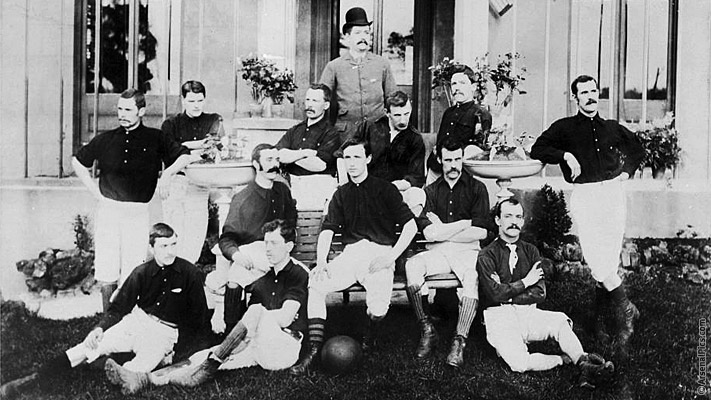
«Арсенал» у сезоні 1888-89. Денскін сидить на лавці крайній справа

1885 року Денскін переїхав до Лондона у пошуках роботи, і влаштувався у майстерні Дайл Сквер в Роял Арсеналі у Вулвічі. Там він зустрів декількох футбольних ентузіастів, серед яких Джека Гамбла та колишніх футболістів «Ноттінгем Форрест» Фреда Бірдслі та Морісса Бейтса. Разом вони започаткували футбольний клуб який назвали на честь свого місця роботи «Дайл Сквер».
«Арсенал» став професійним клубом у 1891 роцы, і хоча Денскін настояв на створенні комітета клубу у 1892 роцы, він у нього не потрапив. Він перервав усі офіційні стосунки з «Арсеналом» і згодом його пов'язували з іншою командою, «Роял Ордненс Фекторіс», яка розпалась у 1896.
У 1936 році, уже з лікарняного ліжка він святкував перший трофей «Арсенала», Кубок Англії. Після декількох років хвороби він помер у 1948 році, у віці 85 років.
У 2007 році, аби відзначити його роль у клубній історії, шотландські фанати «Арсенала» встановили пам'ятну табличку неподалік місця його народження.